# Stamps
Stamps è una città degli Stati Uniti d'America situata nello Stato dell'Arkansas, nella Contea di Lafayette.